# Neelysia agnetella
Neelysia agnetella är en fjärilsart som beskrevs av Walsingham 1907. Neelysia agnetella ingår i släktet Neelysia och familjen fransmalar. Inga underarter finns listade i Catalogue of Life.